# Charles de Bouelles
Charles de Bouelles (* 1479 in Saint-Quentin (Picardie); † 1567; auch Bouvelles, Bovelles, Bouillé, Bouilles oder latinisierte Schreibweise Carolus Bovillus) war ein französischer Gelehrter der Renaissance, bekannt für seine Beiträge in Philosophie, Mathematik, Theologie und Parömiologie. Er verkörperte das humanistische Streben nach universellem Wissen und verband antike Traditionen mit der aufkommenden Wissenschaft seiner Zeit. Als Philosoph untersuchte er die Rolle der Vernunft und die metaphysische Bedeutung des Göttlichen, etwa in seinem Werk Liber de sapiente. Als Mathematiker war er für seine symbolische Betrachtung geometrischer Formen und deren philosophische Interpretation wegweisend. Seine Beiträge zur frühen Parömiologie verbinden linguistische, kulturelle und ethische Perspektiven. Sein Denken vereinte christliche Theologie mit humanistischen Idealen und antiker Philosophie.

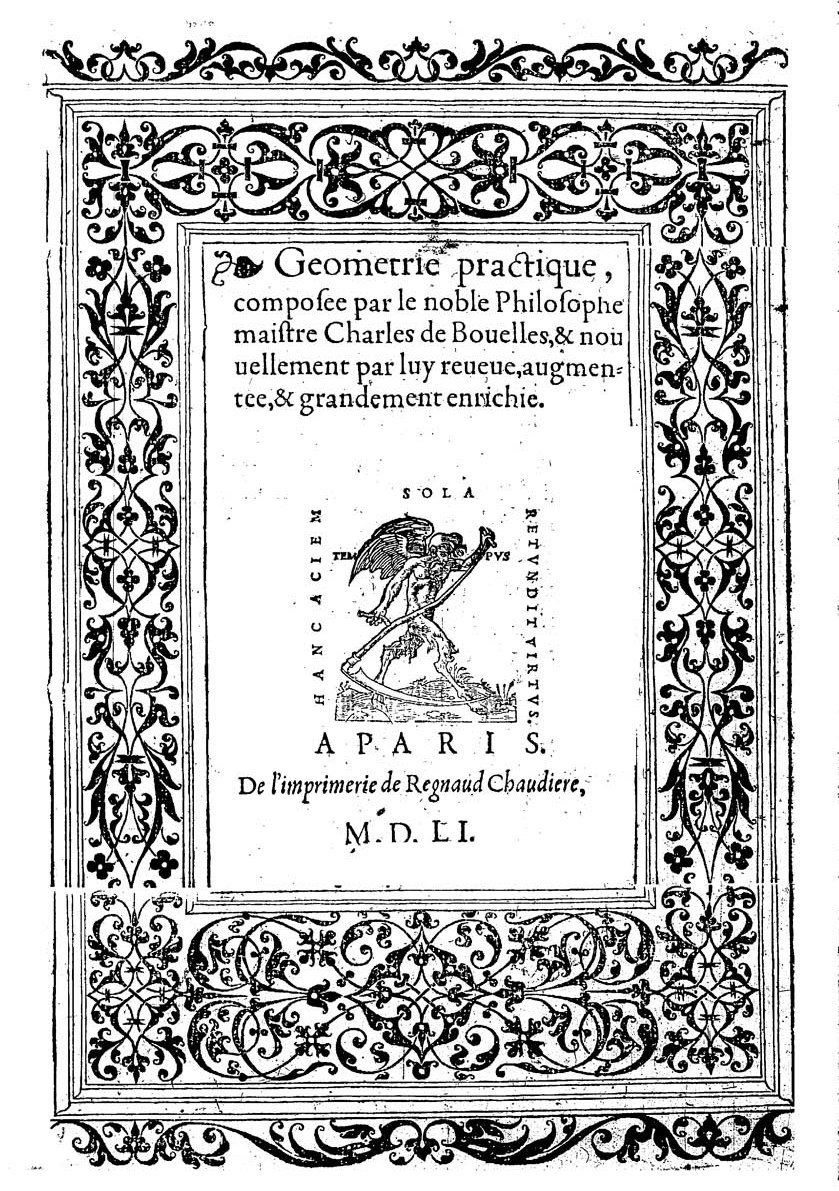
Geometrie practique, 1551

## Leben
Charles de Bouelles wurde 1479 in Saint-Quentin in der Region Picardie (heute Hauts-de-France) in Frankreich geboren. Saint-Quentin war im späten Mittelalter und in der Renaissance ein bedeutendes kulturelles und wirtschaftliches Zentrum, das ihm Zugang zu einer gebildeten Umgebung und zu akademischen Ressourcen bot.
Er war zunächst 1495 Schüler von Jacques Lefèvre d’Étaples (latinisiert: Faber Stapulensis) am Collège du Cardinal Lemoine in Paris. Lefèvres Orientierung an der Aristotelischen Renaissance, der Platonischen Akademie von Florenz und seinen eigenen Editionen von Nikolaus von Kues hinterließ deutliche Spuren in Bouelles’ philosophie illuministe.
Nach seinem Magister artium-Abschluss (1498/1499) begann er 1500 dort seine Lehrtätigkeit. Diese war von intensiver schriftstellerischer Tätigkeit und reger Teilnahme am intellektuellen Leben Frankreichs geprägt. Zwischen 1503 und 1512 unternahm er ausgedehnte Reisen durch die Schweiz, die Niederlande, Deutschland und Spanien, wo er 1506 Kontakte zu den Lullisten knüpfte.
Nach einer politisch motivierten Verurteilung durch die Universität Paris, die von Anhängern Lefèvres beeinflusst war, zog er sich ab 1512 zurück. Er widmete sich fortan der kontemplativen Lebensweise und arbeitete in Ruhe an einer Kirchenreform.

### Studium
Bouelles genoss eine humanistische Ausbildung und war von den Ideen der Renaissance geprägt. Er studierte an der Universität von Paris, wo er sich mit Philosophie, Theologie, Mathematik und Naturwissenschaften beschäftigte. Diese Ausbildung prägte seine späteren Werke, in denen er verschiedene Wissenschaften miteinander verband, insbesondere die Geometrie, Arithmetik und Metaphysik. Einer seiner Lehrer, der sein Denken erheblich prägte, war Jacques Lefèvre d’Étaples, ein früher Vertreter der humanistischen Reformbewegung.

### Berufliche Tätigkeiten
Bouelles war sowohl Theologe als auch Philosoph, Mathematiker und Schriftsteller. In seinen Werken kombinierte er metaphysische Fragestellungen mit mathematischen und geometrischen Themen. Er beschäftigte sich intensiv mit Arithmetik, wie auch mit anderen Bereichen der Mathematik und Philosophie. In seinen Werken behandelte er arithmetische und geometrische Themen, oft im Kontext philosophischer Fragestellungen. Seine Arbeit zur Arithmetik war stark von den klassischen griechischen Mathematikern beeinflusst, insbesondere von den Lehren des Pythagoras.
De Bovelles ist ein bedeutender Vertreter der frühen Parömiologie.

### Werke
Er schrieb über Zahlenlehre und ihre metaphysischen Bedeutungen. Arithmetik war für ihn auch eine Methode, um die Struktur des Universums und die Beziehungen zwischen spirituellen und materiellen Prinzipien zu verstehen. Dieses Interesse spiegelt sich in seiner umfassenden Auseinandersetzung mit mathematischen und geometrischen Problemen in Werken wie Geometricae introductionis libri sex und anderen seiner mathematischen Abhandlungen wider.
Das wichtigste mathematische Werk von Bouelles, der auch als Charles de Bouvelles bekannt war, wurde in drei Sprachen veröffentlicht: 1503 auf Latein als Geometricae introductionis libri sex (Einführung in die Geometrie in sechs Büchern), auf Französisch als Livre singulier et utile (1542, mit mehreren späteren Ausgaben); und 1547 auf Niederländisch als Boeck aenghaende de Conste en de Practycke van Geometrie.
1509 erschien seine philosophisch-theologische Abhandlung über Weisheit, Liber de Sapiente, die sich mit der Natur und dem Ideal des „Weisen“ auseinandersetzt. Es betrachtet Weisheit als höchste Form menschlicher Vollendung, die durch die Verbindung von Vernunft, moralischer Tugend und metaphysischem Verständnis erreicht wird. Das Werk untersucht die Beziehung zwischen Mensch und Kosmos, wobei der Mensch als ein Mikrokosmos angesehen wird, der das Universum spiegelt. In dieser Perspektive wird Weisheit zur Brücke zwischen dem Irdischen und dem Göttlichen. „Liber de sapiente“ ist ein typisches Beispiel für das Renaissance-Denken, das die Harmonie zwischen Glauben und Vernunft sowie die Suche nach dem höheren Sinn des Lebens betont. Ernst Cassirer bezeichnet Bouelles’ Schrift De sapiente als die „vielleicht merkwürdigste und in mancher Hinsicht charakteristischste Schöpfung der Renaissance-Philosophie“.
Mittelalterliche und neuzeitlich anmutende Vorstellungen stehen in Bouelles’ Schrift nebeneinander. Er betont den Spiegelcharakter der Erkenntnis, die in der Reflexion die Dinge verändert. Grundlage seiner Überlegungen ist die geschöpfliche Stufenleiter des esse, vivere, sentire und intelligere (Kap. I), die er wohl aus dem ersten Titulus der stark rezipierten Theologia naturalis von Raimundus Sabundus übernahm. Diese Struktur erinnert an den Baum des Wissens. 
Der Mensch, der der höchsten Stufe (intelligere) angehört, trägt alle unteren Stufen in sich. Indem er die niederen Stufen in der höchsten Stufe spiegelt, hebt er das Objekt zugleich auf eine höhere Ebene. Das Objekt wiederum spiegelt diese Reflexion des intelligere (Kap. XXVI). Der Mensch ist somit ein aktiv formender Spiegel des Universums, der intuitiv die Bilder der Dinge in sich aufnimmt.
Vor diesem Hintergrund richtet Bouelles sein ethisches Interesse auf die Zielgerichtetheit des menschlichen Willens. Der Mensch besitze durch seine Wahlfreiheit die Möglichkeit, die Stufenleiter nach oben zu durchlaufen. Das spezifisch menschliche Laster bestehe darin, diesen Aufstieg nicht zu vollziehen und sich mit einer niedrigeren Stufe, etwa der bloßen Leb-, Gefühls- oder Bewusstlosigkeit, zu begnügen. Die Tugend hingegen liege im Aufstieg zur Stufe des intelligere, also zur Selbsterkenntnis, die untrennbar mit der Erkenntnis des Kosmos verbunden ist.
Diese Verbindung von Selbst- und Welterkenntnis bedeute eine Aufwertung des Individuums, das zur Vermittlungsinstanz zwischen den Gegensätzen von Natur und Geist, Sein und Vernunft, Makro- und Mikrokosmos wird. Der reflektierende Mensch erscheine als coincidentia oppositorum im Sinne von Nikolaus von Kues. Auf diesem Hintergrund kann Bouelles’ Abhandlung als eine Grundlagenschrift der Renaissance betrachtet werden.
Zu seinen wichtigsten Werken zählt De Nihilo – eine Erörterung über die Natur des „Nichts“ in metaphysischem Kontext, in dem er die Natur des Nichts im metaphysischen und theologischen Kontext untersucht und als etwas, das außerhalb der Kategorien von Sein und Nicht-Sein stehendes interpretiert. Er beschreibt, wie man das „Nichts“ einerseits als Prinzip der Schöpfung verstehen kann, da Gott laut christlicher Tradition die Welt ex nihilo (aus dem Nichts) erschaffen hat. Andererseits thematisiert er in einer negativen Theologie, dass Gott als jenseits von Sein und Nicht-Sein zu betrachten ist, wodurch das Göttliche mit dem Nichts in einer paradoxen Beziehung steht. Im Zusammenhang mit Thomas Campanella nannte Ernst Bloch Charles de Bouelles unter Hinweis auf dessen Traktat De Nihilo einen Schüler des Nikolaus von Kues, der ähnliche Dialektiken von Affirmation und Negation in Bezug auf das Göttliche verwendet und mittels Negativer Theologie versucht, alle Begriffe und Bilder von Gott zu verneinen, um so zu einem reineren Verständnis des Transzendenten zu gelangen.
1519 verfasste Bouelles ein Werk mit dem Titel Proverbia, das sich mit Sprichwörtern und deren philosophischer Deutung beschäftigte. In diesem Buch sammelte er zahlreiche lateinische Sprichwörter und untersuchte deren Bedeutung sowie ihren Bezug zur Ethik und menschlichen Natur. Es ist ein Beispiel für die humanistische Tradition der Renaissance, die antikes Wissen und Weisheit wieder aufgriff und reflektierte.
Bouelles’ interdisziplinäre Ansätze beeinflussten sowohl seine Zeitgenossen als auch spätere Generationen von Wissenschaftlern, die an der Schnittstelle von Geistes- und Naturwissenschaften arbeiten. Seine Arbeiten werden in der Forschung zur Geschichte der Philosophie, Literatur und Linguistik bis heute studiert, da sie ein Bindeglied zwischen Mittelalter und Neuzeit darstellen. Sein Lebenswerk steht für die Neugier und den intellektuellen Reichtum der Renaissance. Insbesondere in der Parömiologie gelten seine Studien als frühe, aber einflussreiche Beiträge zur Erfassung und Analyse von Sprichwörtern und ihrer kulturellen Bedeutung.

### Späte Jahre
Nachdem sich Charles de Bouelles von seinen akademischen Tätigkeiten zurückgezogen hatte, verbrachte er seine letzten Jahre in der kleinen Stadt Ham, in der Region Picardie. Über den genauen Ort oder die Umstände seines Todes im Jahr 1567 finden sich in historischen Quellen keine detaillierten Angaben, was typisch für Gelehrte seiner Zeit ist, die nicht zur höchsten gesellschaftlichen Elite gehörten. 
Während er im Ausland, insbesondere in Italien, das geistige Leben  nachhaltig prägte, geriet er in Frankreich bereits 50 Jahre nach seinem Tod weitgehend in Vergessenheit. Erst 1738 wurde sein Name durch die Veröffentlichung der Mémoires von Jean-Pierre Nicéron wieder ins intellektuelle Gedächtnis des Landes zurückgerufen.

## Schriften
- Theologicarum conclusionum Caroli Bouilli Samarobrini libri decem: quorum quinque primi necessaria dei nomina atque praedicata pertractant residui vero quinque divina contingentia nomina trutinantur … vaenundantur a Badio, Paris 1515. urn:nbn:de:hbz:061:1-18592
- Caroli Bouilli Samarobrini. Quaestionum Theologicarum Libri septem: centenas atque ita in universum septingentas quaestiones & eorum solutiones complectentes … Badius Ascensus, Paris 20. April 1513; urn:nbn:de:hbz:061:1-18613.
- De sapiente (1509)
- Liber de intellectu. Stephanus & Parvus, Paris 1510; urn:nbn:de:hbz:061:1-18589.
- Caroli Bovilli Samarobrini proverbiorum vulgarium libri tres. Paris 1531.

moderne Editionen:
- La différence des langues vulgaires et la variété de la langue française (Liber de differentia vulgarium linguarum et Gallici sermonis varietate), hrsg. von Colette Demaizière. Paris 1973
- Lettres et poèmes de Charles de Bovelles: édition critique, introduction et commentaire du ms. 1134 de la Bibliothèque de l’Université de Paris par Jean-Claude Margolin. Champion, Paris 2002, ISBN 2-7453-0658-8
- Le livre du sage: introduction, nouvelle traduction et notes par Pierre Magnard. Vrin, Paris 2010, ISBN 978-2-7116-2252-8
- Tractatus de nihilo (1509), nachgedruckt in Martini Schoockii Tractatus Philosophicus De Nihilo. Accessit ejusdem argumenti Libellus Caroli Bovilli: Atque Johannis Passeratii accuratissimum Poema De Nihilo … Edzard Agricola, Groningae 1661, S. 145–214 (einschließlich Biografie und Schooks Kommentar). digital.slub-dresden.de.